# Cortodera robusta
Cortodera robusta är en skalbaggsart som beskrevs av Hopping 1947. Cortodera robusta ingår i släktet Cortodera och familjen långhorningar. Inga underarter finns listade i Catalogue of Life.